# Jean-Baptiste Morvan de Bellegarde
Pour les articles homonymes, voir Morvan (homonymie) et Bellegarde.
Jean-Baptiste Morvan de Bellegarde, né à Nantes ou Piriac-sur-Mer le 30 août 1648 et mort le 26 avril 1734, est un ecclésiastique, écrivain moraliste et religieux, historien et traducteur français.

## Biographie
Jésuite pendant une quinzaine d'années, puis prêtre de l'ordre de François de Sales, il est l'auteur de nombreux ouvrages sur la morale, la religion et l'histoire. Il est également traducteur du grec et du latin, notamment des pères de l'Église. Écrivain prolifique, il n'a laissé dans l'histoire de la littérature que très peu de traces.

## Ouvrages
- Réflexions sur ce qui peut plaire ou déplaire dans le commerce du monde (3 volumes, 1688)
- Idée parfaite de l'amitié, suite des Réflexions (1691)
- Les Règles de la vie civile, avec des traits d'histoire pour former l'esprit d'un jeune prince (1693)
- Conduite pour se taire et pour parler, principalement en matière de religion (1696) Texte en ligne (édition de 1771)
- Modèles de conversations pour les personnes polies (1697)
- Réflexions sur le ridicule et sur les moyens de l'éviter, où sont représentez les mœurs et les différens caractères des personnes de ce siècle (1697) Texte en ligne
- Réflexions sur la politesse des mœurs, avec des maximes pour la société civile, suite des Réflexions sur le ridicule (1698) Texte en ligne
- La Manière de prier et de méditer, avec des remèdes contre les passions du cœur et de l'esprit (1703)
- Sentimens que doit avoir un homme de bien sur les véritez de la religion et de la morale, tirez des plus beaux passages de l'Écriture sainte (1704)
- Le Sublime des auteurs, ou Pensées choisies rédigées par matières suivant l'ordre alphabétique (1705)
- Lettres curieuses de littérature et de morale (1707) Texte en ligne
- Histoire universelle des voyages faits par terre et par mer, dans l'ancien et dans le nouveau monde, pour éclaircir la géographie ancienne et moderne (1707)
- L'Art de connoître les hommes (1712)
- L'Éducation parfaite, contenant les manières bienséantes aux jeunes gens de qualité, et des maximes et des réflexions propres à avancer leur fortune (1713)
- Éloge historique du roi sur la conclusion de la paix générale (1714)
- Pensées édifiantes et chrétiennes pour tous les jours du mois, avec des considérations sur la mort (1715)
- Maximes, avec des exemples tirez de l'histoire sainte et prophane, ancienne et moderne, pour l'instruction du roy (1718)
- Histoire générale d'Espagne depuis le commencement de la monarchie tirée de Mariana et des auteurs les plus célèbres (17 volumes, 1723)
- L'Esprit de pénitence, pour faire une bonne confession et une bonne communion, avec un Examen particulier pour tous les états et pour les personnes avancées dans la piété (1725)
- Les Vies de plusieurs hommes illustres et grands capitaines de France, depuis le commencement de la monarchie jusqu'à présent (2 volumes, 1726)
- Office de la Semaine sainte, à l'usage de Rome et de Paris (1727)
- Élémens de l'histoire de France, et romaine, de la géographie, de la fable et du blason (3 volumes, 1729)
- Nouvelle histoire poétique du P. Gautruche pour l'explication des fables et l'intelligence des poètes (1730)
- Le Chrétien honnête homme, ou l'Alliance des devoirs de la vie chrétienne avec les devoirs de la vie civile (1736)

Traductions
- Saint Ambroise : Les Devoirs de l'honnête homme et du chrétien, ou les Offices de S. Ambroise (1689)
- Saint Ambroise : La Morale des ecclésiastiques et des clercs qu'on instruit dans les séminaires pour les disposer au sacerdoce (1691)
- Basile de Césarée : Sermons (1691)
- Jean Chrysostome : Les Opuscules (1691)
- Bartolomé de Las Casas : Relation des voyages et des découvertes que les Espagnols ont fait dans les Indes occidentales, écrite par Dom B. de Las-Casas, évêque de Chiapa. Avec la Relation curieuse des voyages du sieur de Montauban, capitaine des flibustiers, en Guinée, l'an 1695 (1698)
- Épictète : Les Caractères (1700)
- Thomas a Kempis : De l'Imitation de Jésus-Christ (1700)
- Thomas a Kempis : Suite de l'Imitation de Jésus-Christ ou Les opuscules de Thomas a Kempis : le Soliloque de l'âme, Traité des vertus fondées par Jésus-Christ sur l'humilité, Des trois tabernacles, De la véritable componction du cœur, Exhortation à l'avancement spirituel (1701)
- Ovide : Les Métamorphoses (2 volumes, 1701)
- Grégoire de Nazianze : Sermons (2 volumes, 1701)
- Ancien Testament : Livres moraux de l'Ancien Testament, contenant les Proverbes de Salomon. L'Ecclesiaste. Le Cantique des cantiques. La Sagesse. Et l'Ecclesiastique. Où sont renfermées les maximes de la sagesse divine, avec les devoirs de la vie civile (1701)
- Bartolomé de Las Casas : La Découverte des Indes occidentales par les Espagnols (1701)
- Antoine de Portugal : Les Pseaumes de la confession du sérénissime prince Don Antoine, roi de Portugal, avec des prières du même roi sur différens sujets (1718)
- Diogène Laërce : Vies des plus illustres philosophes (1758)
- Ésope : Choix de fables (1813)

Œuvres réunies
- Œuvres diverses de M. l'abbé de Bellegarde (4 volumes, 1723)
- Œuvres de M. l'abbé de Bellegarde (15 volumes, 1761)